# Maurice Guillaud
Pour les articles homonymes, voir Guillaud.
 (décembre 2020).
Maurice Guillaud, né le 26 janvier 1931 à Nice et mort le 30 août 2024 à Nogent-le-Phaye, est un poète et dramaturge français.

## Biographie
Designer, il est l'inventeur de l'Onion skin[réf. nécessaire], un type de papier spécifique pour les reproductions d'œuvre d'art, il est aussi auteur d'ouvrages sur l'art.
Il est co-créateur en 1969, avec son épouse Jacqueline Guillaud (1934-1990), du centre culturel du Valois à Paris,, dont il est éditeur.

## Spectacles
- 1958 : L'intrigante amoureuse
- 1959 : La veuve rusée
- 1959 : Cloche de mon cœur
- 1962 : Egmont
- 1962 : La Folie Rostanov
- 1962 : Edouard, mon fils
- 1963 : L'âge idiot
- 1964 : Le Procès de maître Ferrari
- 1964 : Edouard mon fils
- 1964 : L'Arme à gauche
- 1964 : Le cinquième cavalier
- 1965 : La Seconde surprise de l'amour
- 1966 : Les serments indiscrets
- 1967 : Ainsi va le monde
- 1968 : Tessa
- 1969 : La Seconde surprise de l'amour
- 1969 : Oedipe-Roi
- 1970 : Jacques ou La Soumission
- 1970 : Délire à deux
- 1973 : Le médecin malgré lui
- 1974 : La Main-l'objet-(Théâtre-Image II)
- 1976 : Sauvage
- 1977 : La Compétition
- 1979 : Quand? II
- 1983 : L'Opéra blanc
- 1986 : Angelico in vitro